# Micragone morini
Micragone morini är en fjärilsart som beskrevs av Pierre Claude Rougeot 1977. Micragone morini ingår i släktet Micragone och familjen påfågelsspinnare. Inga underarter finns listade i Catalogue of Life.